# Меликопа
Меликопа, или Меликопе (лат. Melicope; от др.-греч. μέλι, meli — мёд и κοπή, kope — разделение), — род деревянистых растений семейства Рутовые (Rutaceae), распространённый на Мадагаскаре и островах Индийского океана, в Восточной, Южной и Юго-Восточной Азии, Австралии и Океании.

## Ботаническое описание
Вечнозелёные кустарники (редко лазающие) или деревья (от небольших до крупных), обычно двудомные. Почки голые. Листья супротивные или мутовчатые, тройчатые или цельные.
Цветки обоеполые или функционально однополые, собраны в кистевидные или тирсовидные соцветия, реже одиночные. Чашелистиков 4, сросшиеся у основания или почти во всю длину, черепитчатые или створчатые. Лепестков 4, створчатые или узкочерепитчатые в бутоне. Тычинок 4 или 8 (реже 4—8). Нектароносный диск от подушковидного до кольцеобразного или чашевидного. Гинецей из 4 плодолистиков, завязями сросшиеся у основания или во всю длину; семязачатков по (1)2 на гнездо; столбик 1 или 4; рыльце точечное или головчатое. Плод — листовка, многолистовка из 4 листовок или 4-гнёздная коробочка. Семена одиночные или попарные, полушаровидные, эллиптические или линзовидные, блестящие, чёрные.

## Виды
Род включает около 240 видов, некоторые из них:
- Melicope cruciata (A.Heller) T.G.Hartley & B.C.Stone
- Melicope elleryana (F.Muell.) T.G.Hartley
- Melicope knudsenii (Hillebr.) T.G.Hartley & B.C.Stone
- Melicope latifolia (DC.) T.G.Hartley
- Melicope macropus (Hillebr.) T.G.Hartley & B.C.Stone
- Melicope nealae (B.C.Stone) T.G.Hartley & B.C.Stone
- Melicope obovata (H.St.John) T.G.Hartley & B.C.Stone
- Melicope quadrangularis (H.St.John & E.P.Hume) T.G.Hartley & B.C.Stone
- Melicope stonei K.R.Wood, Appelhans & W.L.Wagner
- Melicope ternata J.R.Forst. & G.Forst. typus[1]
- Melicope triphylla (Lam.) Merr. — Меликопа трёхлистная
- Melicope zahlbruckneri (Rock) T.G.Hartley & B.C.Stone